# هليوبوليس للصناعات الكيماوية
شركة هليوبوليس للصناعات الكيماوية أو مصنع 81 الحربي هي شركة مساهمة حكومية مصرية، إحدى شركات الهيئة القومية للإنتاج الحربي التابعة لوزارة الدولة للإنتاج الحربي، أنشأت سنة 1949 كأول شركة مصرية متخصصة في إنتاج البويات والكيماويات. تطورت أقسام ومعدات الإنتاج وذلك باستخدام أحدث المعدات والمعامل وأجهزة رقابة الجودة والتدريب المستمر للعاملين علي جميع المستويات.
شمل تطوير الوحدات الإنتاجية إقامة وحدات علي أحدث طراز وأدق خبرة لمنتجات الكاوتشوك والبلاستيك ذات المواصفات والخواص اللازمة لأدق ظروف الاستخدام بالإضافة إلى الأقسام الأخرى المتميزة في إنتاج البويات والكيماويات والمساحيق المعدنية، كما شمل التطوير مصنع لإنتاج بودرة الألومنيوم وعجائن الألومنيوم اللامعة وغير اللامعة بأحدث التكنولوجيا العالمية ويعتبر المصنع الوحيد بجمهورية مصر العربية والشرق الأوسط. كذلك أنشئ مصنع للفورمالدهيد والرزينات واليوريا فورمالدهيد حسب أحدث النظم العالمية.

## وصلات خارجية
- الموقع الرسمي للشركة.